# 1628 en santé et médecine
| Années de la santé et de la médecine : 1625 - 1626 - 1627 - 1628 - 1629 - 1630 - 1631    |
| Décennies de la santé et de la médecine : 1590 - 1600 - 1610 - 1620 - 1630 - 1640 - 1650 |

## Événements
- 1628-1631 : grande épidémie de peste en France, en Italie et dans toute l'Europe, une des nombreuses résurgences de la IIe pandémie[1].

## Publications

### Divers
- La Méthode de consulter les maladies chirurgicales, de Guillaume Ader (1567-1628), paraît l'année même de la mort de son auteur[2].
- Pierre Bailly, docteur en médecine, fait imprimer à Paris son dictionnaire de Questions touchant le régime de santé[3].
- Caspar Bartholin (1585-1629), professeur de médecine puis de théologie à Copenhague, rassemble en un volume quatre petits traités (Opuscula quatuor singularia), sur « la corne de licorne », « les pygmées », « le calcul rénal » et « les études de médecine[4] ».
- Étienne Binet (1569-1639), de la Compagnie de Jésus, philosophe et théologien, publie ses Remèdes souverains contre la peste et la mort soudaine, avec des prières pour cet effet, recueil de conseils dont l'objet n'est pas d'aider à lutter contre la maladie elle-même, mais contre la peur d'en mourir[5].
- Giovanni Battista Cartegni, professeur à Pise, donne un « Traité des vents, en tant qu'ils relèvent de la médecine[6] ».
- Laurent Catelan (1568 ? – 1647) donne une première édition des Œuvres pharmaceutiques de François Ranchin (1564-1641[7]).
- Sous le titre du Parfait Chirurgien, Jean Vigier († 1665) donne une traduction française, nouvelle et augmentée, de l'Enchiridion chirurgicum (1560) d'Antoine Chaumette[8].
- Giovanni Colle[9] (1658-1631), publie un ouvrage sur l'insomnie chez Hippocrate et Avenzoar (De cognitu difficilibus in praxi ex libello Hippocratis insomniis[10]), un autre sur la préparation des médicaments (Methodus facilis parandi jucunda, tuta, et nova medicamenta[11]) et un troisième sur le traitement de la syphilis (Notitia et medela singularis adversus neotericos de morbo Gallico[12]).
- Parution d'une traduction latine, par Heinrich Schobinger, du traité de lithotomie (Lithotomia vesicae[13]) de Wilhelm Fabry de Hilden (1560-1634), d'abord publié en allemand en 1626[14].
- Matthias Ludwig Glandorp (de) (1595-1636), chirurgien de Brême, publie un ouvrage sur le traitement des polypes nasaux (Tractatus de polypo narium affectu[15]).
- William Harvey (1578-1657) publie le De motu cordis[16], où il rend compte de ses découvertes sur la circulation du sang.
- Nicolas-Abraham de La Framboisière (1560-1636), fait paraître son manuel sur les écoles de médecine (Scholae medicae[17]).
- Jean Lanay († 1641), chirurgien ordinaire du roi, professeur à Paris, donne son édition commentée des Aphorismes d'Hippocrate[18].
- Valerio Martini, docteur de l'université de Padoue, fait paraître une « démonstration de la certitude de la médecine universelle » (Certitudinis medicinae universae curiosa et accurata constitutio[19]).
- Publication de l'Éloge de la faculté de médecine de Paris, de Gabriel Naudé (1600-1653[20]).
- Gregor Nymann (de) (1592-1638), médecin allemand, professeur d'anatomie et de botanique[21], publie à Wittemberg son traité De vita foetus in utero[22].
- Publication posthume des Curationum empyricarum centuriae decem, du médecin spagyriste Martin Ruland l'Ancien (en) (1532-1602[23]).
- Johann Stephan Strobelberger, (1593 ? -1630) fait imprimer  à Leipzig sa Mastichologia, dissertation sur le mastic,  résine du lentisque[24].
- Parution à Augsbourg d'un traité d'Israël Thelotten intitulé Bericht, wie man sich in Sterbenläufen verhalten solle[25].
- Tobias Venner (en) (1577-1660), docteur en médecine, publie un ouvrage sur les bains de Bath[26].

### Sur la peste
- Parution, l'année même de la mort de son auteur, du traité De pestis cognitione, praevisione et remediis, de Guillaume Ader (1567-1628[27]).
- Hyacinthus de Alpherio donne son traité De peste et vera distinctione inter febrem pestilentialem et malignam[28].
- Publication posthume du Sommaire des remèdes tant préservatifs que curatifs de la peste[29],[30], d'Emmanuel Alvarus (c.1545-1612), professeur de médecine à Toulouse[31].
- Georg Bergner, médecin de la ville de Cobourg, publie son traité de peste (Tractat von der Pest[25]).
- Antoine Fueldez fait paraître à Rodez, chez Amand Grandsaigne, un Chasse-peste du Rouergue, « bref recueil de remèdes préservatifs et curatifs […], recettes empiriques pour lutter contre l'épidémie[32] ».
- Guillaume Galtier'[33] († 1652), professeur de médecine à Cahors, et faux-monnayeur ! publie un Sommaire abrégé contenant les moyens faciles et vulgaires pour se guérir de la peste[34].
- Jean Gombault, « écuyer, docteur en médecine, demeurant à Dijon ; ce sont les qualités qu'il prend dans son livre intitulé : Les Remèdes contre la peste et l'air contagieux[35] ».
- L'apothicaire Louis de La Grive, publie son Ordre et appareil très utile […] contre la maladie qui à présent travaille la ville de Lyon[36],[37].
- Valerio Martini fait paraître à Venise son traité De la curatione della peste[38],[39].
- Jean de Queyrats († 1642), maître régent de pharmacie et de chirurgie à Toulouse, publie un Brief recueil des remèdes les plus expérimentés pour se préserver et guérir de la peste[40],[30].
- Vincent Robin publie à Dijon un Avis sur la peste reconnue en quelques endroits de la Bourgogne, avec choix des remèdes propres pour la préservation et guérison de cette maladie[1].
- Publication d'une lettre adressée à Gregor Horst (de) (1578-1636) « sur les urines des pestiférés » (De urinis pestiferorum[41]) par Ludovic Schmid, archiatre de Georges-Frédéric, margrave de Bade et Hachberg[42].
- Parution sans nom d'auteur d'un Petit recueil des remèdes pour se préserver, guérir et nettoyer en temps de peste[43].
- 1628 au plus tôt : Pierre de Buisson rédige un « récit de la peste de 1628 à Sauveterre-de-Rouergue », dont une copie manuscrite, par Hippolyte de Barrau, est conservée à la Société des lettres de l'Aveyron[32].

## Personnalité
- 1628-1637 : fl. Tehorenhaegnon, « guérisseur huron, considéré comme l'un des deux plus grands sorciers du pays[44] ».

## Naissances
- 10 mars : Marcello Malpighi (mort en 1694), médecin et naturaliste italien[45].
- 8 ou 9 juin : George Starkey (mort en 1665), médecin et alchimiste anglais[46].
- Thomas Millington (mort en 1703 ou 1704), médecin anglais, professeur de sciences naturelles, médecin de Guillaume III et de la reine Mary[47].
- 1628 ? : Pierre Rainssant (mort en 1689), professeur de médecine à Reims, garde du Cabinet des médailles et membre de la Petite Académie[48].

## Décès
- 11 février : Jean Héroard (né en 1551), médecin, vétérinaire et anatomiste français, Premier médecin du roi Louis XIII[49].
- 17 avril : Gilbert Jack (en) (né vers 1585 ?), philosophe et médecin écossais, disciple de Pierre de La Ramée[50].
- 13 mai : Girolamo Marciano (it) (né en 1571), médecin et écrivain italien[51],[52].
- Mai : Jean-Honoré Martin, (né à une date inconnue), chirurgien ordinaire de l'Hôtel-Dieu de Lyon[53].
- 23 juin : Guillaume Ader (né vers 1567), médecin, écrivain et poète gascon[54].
- 8 ou 13 août : Johan Fonteyn (né vers 1574), médecin hollandais[55].
- Pierre Chassaigne (né à une date inconnue), compagnon chirurgien « placé par Jean Thiffon, maître chirurgien, auprès du sieur Dulieu » à l'Hôtel-Dieu de Lyon[53].
- Giovanni Battista Codronchi (né en 1547), médecin italien, pionnier de la médecine légale, également connu pour des travaux précurseurs sur les lésions de l'appareil phonatoire rapportés dans son De vitiis vocis de 1597[56],[57].
- François Delacoste (né à une date inconnue), chirurgien à l'Hôtel-Dieu de Lyon[53].
- Jérôme Delanoue (né à une date inconnue), chirurgien ordinaire du roi[58].
- Tannequin Guillaumet (né vers 1548[59]), « chirurgien paracelsien de Nîmes, qui a donné en 1611 un traité de chirurgie pour l’enseignement des nouvelles doctrines[60],[61],[62] ».
- Francis Herring (en) (né à une date inconnue), médecin anglais, docteur de l'université de Cambridge, membre du Royal College of Physicians[63].
- Pierrette Monnet (née en 1557), apothicaire en chef de l'Hôtel-Dieu de Beaune, « connue pour ses remèdes originaux et pour l'assiduité de ses soins auprès des malades[64] » et dont la pharmacie des Hospices conserve un portrait peint en 1624 par l'artiste dijonnais Nicolas Quentin[65].
- Thomas Platter le Jeune (né en 1574[66]), botaniste et médecin suisse, fils de l'humaniste Thomas Platter le Vieux (1499-1582) et demi-frère du médecin, anatomiste et botaniste Félix Platter (1536-1614[67],[68]).
- Matías de Porres (es) (né en 1577), médecin castillan établi au Pérou[69],[70].
- Entre les 18 décembre 1627  et 14 septembre 1628 : Jan Chrościejewski (pl) (né vers 1555), philosophe et médecin polonais, élève de Mercurialis (1530-1606[71]).